# Bad Alexandersbad
Bad Alexandersbad là một đô thị của Đức ở Oberfranken (Bayern), ở huyện Wunsiedel.